# Ein dreckiger Haufen
Ein dreckiger Haufen (Originaltitel: Play Dirty) ist ein britischer Kriegsfilm des Regisseurs André De Toth aus dem Jahr 1968. Das Drehbuch basiert auf einer Erzählung von George Marton.

## Handlung
Nordafrika zur Zeit des Zweiten Weltkrieges. Der britische Captain Douglas wird beauftragt, mit einer Gruppe Söldner ein deutsches Treibstoffdepot tief hinter den feindlichen Linien anzugreifen. Für Douglas, der bislang nur in der Etappe Dienst geschoben hat, ist es das erste Kommando im Feld. Seine Männer, die meisten von ihnen frühere Sträflinge, begegnen ihm mit unverhohlener Feindschaft. Sie werden besonders von ihrem Anführer Leech aufgestachelt.
Douglas und die Söldner wissen nicht, dass Brigadier Blore, der Kommandeur der Spezialeinheiten, eine Einheit regulärer Soldaten mit dem gleichen Auftrag losgeschickt hat, für den Fall, dass die Söldner keinen Erfolg haben. Ironischerweise wird diese Einheit angegriffen und aufgerieben, als Douglas mit seiner Truppe unterwegs ist.
Die Söldner nehmen eine deutsche Krankenschwester gefangen und versuchen, sie zu vergewaltigen. Als die Truppe ihr Ziel erreicht, stellt sich heraus, dass das angenommene Treibstofflager leer ist. Es stellt sich als Fälschung heraus. Douglas und Leech beratschlagen sich, ob sie das richtige Depot suchen sollen. Zur gleichen Zeit erfährt Blore, dass die Briten unter Montgomery die deutschen Linien durchbrochen haben. Der Treibstoff wird nun für die eigenen Truppen benötigt. Um Douglas und seine Söldner von ihrem Auftrag abzuhalten, informiert Blore einen deutschen Agenten.
Die Söldner haben sich deutsche Uniformen besorgt und schaffen es, das richtige Depot zu zerstören. Doch sie geraten in einen Hinterhalt der Deutschen, den nur Leech und Douglas überleben. Die beiden können sich bis zu den eigenen Linien durchschlagen. Da sie immer noch die deutschen Uniformen tragen, nähern sie sich mit einer weißen Fahne, doch sie werden niedergeschossen.

## Kritiken
Das Lexikon des internationalen Films bezeichnete den Film als „Antikriegsfilm, der sich mit Spannung und Nervenkitzel begnügt.“'
Für das Portal „Britmovie“ ist die Produktion kein großer Film, aber einnehmend. Die Action sei straff und die Geschichte nehme eine nette Wendung.
Kein gutes Haar an dem Streifen lässt der Evangelische Film-Beobachter: „Kriegsfilm mit unerträglicher Heldenverehrung (zudem am gänzlich ungeeigneten Objekt), in dem Mord und Notzucht als Notwendigkeit und ‚Härte‘ als Tugend gefeiert werden. Abzulehnen.“

## Hintergrund
Die Uraufführung fand am 1. Januar 1969 statt. In Deutschland erschien der Film am 28. März des gleichen Jahres.
Nigel Davenport war zuerst für eine der Nebenrollen vorgesehen. Die Rolle des Söldnerführers Leech sollte Richard Harris spielen. Als Harris gefeuert wurde, rückte Davenport in die zweite Hauptrolle auf.
Für Regisseur De Thoth war es die letzte Regiearbeit, für die er auch im Abspann erwähnt wurde.
Der Film wird oft als Nachzügler des erfolgreichen Actionfilms Das dreckige Dutzend (OT: The Dirty Dozen) aus dem Jahr 1967 bezeichnet. In beiden Filmen werden Soldaten auf ein Himmelfahrtskommando geschickt. Beide Filme haben das Wort „dirty“ im Titel. Für beide britischen Produktionen arbeitete Edward Scaife als Chef-Kameramann.
In einer kleinen Nebenrolle als deutscher Offizier spielte Stanley Caine, der jüngere Bruder des Hauptdarstellers Michael Caine, mit.